# Lijst van voetbalinterlands Haïti - Saint Vincent en de Grenadines
Deze lijst van voetbalinterlands is een overzicht van alle officiële voetbalwedstrijden tussen de nationale teams van Haïti en Saint Vincent en de Grenadines. De landen speelden tot op heden vijf  keer tegen elkaar. De eerste ontmoeting, een groepswedstrijd tijdens de Caribbean Cup 1996, werd gespeeld in San Fernando (Trinidad en Tobago) op 28 mei 1996. Het laatste duel, een kwalificatiewedstrijd voor de CONCACAF Gold Cup 2021, vond plaats op 2 juli 2021 in Fort Lauderdale (Verenigde Staten).

## Wedstrijden
| № | Plaats          | Datum             | Competitie                          | Wedstrijd                       | Uitslag |
| - | --------------- | ----------------- | ----------------------------------- | ------------------------------- | ------- |
| 1 | San Fernando    | 28 mei 1996       | Caribbean Cup 1996                  | Haïti – St. Vincent en de Gren. | 2 – 2   |
| 2 | Kingston        | 28 september 2006 | Caribbean Cup 2007 kwalificatie     | Haïti – St. Vincent en de Gren. | 4 – 0   |
| 3 | Port of Spain   | 30 mei 2007       | Vriendschappelijk                   | Haïti – St. Vincent en de Gren. | 3 – 0   |
| 4 | Port of Spain   | 4 november 2010   | Caribbean Cup 2010 kwalificatie     | St. Vincent en de Gren. – Haïti | 1 – 3   |
| 5 | Fort Lauderdale | 2 juli 2021       | CONCACAF Gold Cup 2021 kwalificatie | Haïti − St. Vincent en de Gren. | 6 − 1   |

## Samenvatting
| Competitie                     | Totaal gespeeld | Winst Haïti | Gelijk | Winst St. Vincent en de Gren. | Doelsaldo Haïti – St. Vincent en de Gren. |
| ------------------------------ | --------------- | ----------- | ------ | ----------------------------- | ----------------------------------------- |
| CONCACAF Gold Cup-kwalificatie | 1               | 1           | 0      | 0                             | 6 − 1                                     |
| Caribbean Cup                  | 1               | 0           | 1      | 0                             | 2 − 2                                     |
| Caribbean Cup-kwalificatie     | 2               | 2           | 0      | 0                             | 7 − 1                                     |
| Vriendschappelijk              | 1               | 1           | 0      | 0                             | 3 − 0                                     |
| Totaal                         | 5               | 4           | 1      | 0                             | 18 − 4                                    |

FHF · A-internationals · Selecties · Bondscoaches · Haïtiaans vrouwenelftal ·  Haïti U21 · Haïti U20 · Haïti U19 · Haïti U18 · Haïti U17
1925 ·
1926 ·
1927–1931 · 
1932 ·
1933 · 
1934 ·
1935–1937 · 
1938 ·
1939 ·
1940–1943 · 
1944 ·
1945–1947 · 
1948 ·
1949 ·
1950 ·
1951 ·
1952 ·
1953 ·
1954 ·
1955 · 
1956 ·
1957 ·
1958 ·
1959 ·
1960 · 
1961 ·
1962 ·
1963 ·
1964 ·
1965 ·
1966 ·
1967 ·
1968 ·
1969 ·
1970 · 
1971 ·
1972 ·
1973 ·
1974 ·
1975 ·
1976 ·
1977 ·
1978 ·
1979 ·
1980 ·
1981 ·
1982 · 
1983 ·
1984 ·
1985 ·
1986–1988 · 
1989 ·
1990 · 
1991 ·
1992 ·
1993 · 
1994 ·
1995 · 
1996 ·
1997 ·
1998 ·
1999 ·
2000 ·
2001 ·
2002 ·
2003 ·
2004 ·
2005 ·
2006 ·
2007 ·
2008 ·
2009 ·
2010 ·
2011 ·
2012 ·
2013 ·
2014 ·
2015 ·
2016 ·
2017 ·
2018 ·
2019 ·
2020 ·
2021 ·
2022 ·
2023 ·
2024
Amerikaanse Maagdeneilanden ·
Antigua en Barbuda ·
Argentinië ·
Aruba ·
Bahama's ·
Bahrein ·
Barbados ·
Belize ·
Bermuda ·
Bolivia ·
Brazilië ·
Britse Maagdeneilanden ·
Canada ·
Chili ·
China ·
Colombia ·
Costa Rica ·
Cuba ·
Curaçao ·
Dominica ·
Dominicaanse Republiek ·
Ecuador ·
El Salvador ·
Grenada ·
Guatemala ·
Guyana ·
Honduras ·
Italië ·
Jamaica ·
Japan ·
Jordanië ·
Kaaimaneilanden ·
Kosovo ·
Mexico ·
Montserrat ·
Nederlandse Antillen ·
Nicaragua ·
Oman ·
Panama ·
Peru ·
Polen ·
Puerto Rico ·
Qatar ·
Saint Kitts en Nevis ·
Saint Lucia ·
Saint Vincent en de Grenadines ·
Spanje ·
Suriname ·
Syrië ·
Trinidad en Tobago ·
Turks- en Caicoseilanden ·
Uruguay ·
Venezuela ·
Verenigde Arabische Emiraten ·
Verenigde Staten ·
Zuid-Korea
SVGFF · A-internationals · Vrouwenelftal van Saint Vincent en de Grenadines
Amerikaanse Maagdeneilanden ·
Anguilla ·
Antigua en Barbuda ·
Aruba ·
Bahama's ·
Barbados ·
Belize ·
Bermuda ·
Britse Maagdeneilanden ·
Canada ·
Costa Rica ·
Cuba ·
Curaçao ·
Dominica ·
Dominicaanse Republiek ·
El Salvador · 
Grenada ·
Guatemala ·
Guyana ·
Haïti ·
Honduras ·
Jamaica ·
Kaaimaneilanden ·
Mexico ·
Montserrat ·
Nederlandse Antillen ·
Nicaragua ·
Puerto Rico ·
Saint Kitts en Nevis ·
Saint Lucia ·
Suriname ·
Trinidad en Tobago ·
Turks- en Caicoseilanden ·
Verenigde Staten